# Гримальдійська культура

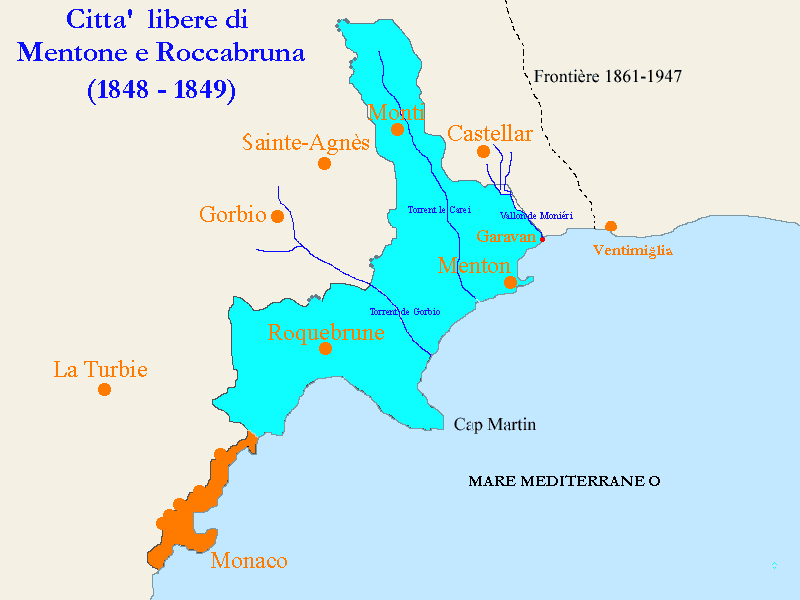
Територія князівства Монако у 1848—1849 рр.

Гримальдійська культура — археологічна культура пізнього палеоліту.
Отримала назву за місцем знахідки — «печерами Грімальді» (біля міста Мантон на Французькії Рив'єрі). Комплекс з дев'яти печер, своєю чергою, так було названо на честь князя Монако Альбера I, з династії Грімальді, який фінансував проведення в них розкопок.
Науково культура датується періодом близько 28 — 40 тис. років тому.

## Найважливіші знахідки

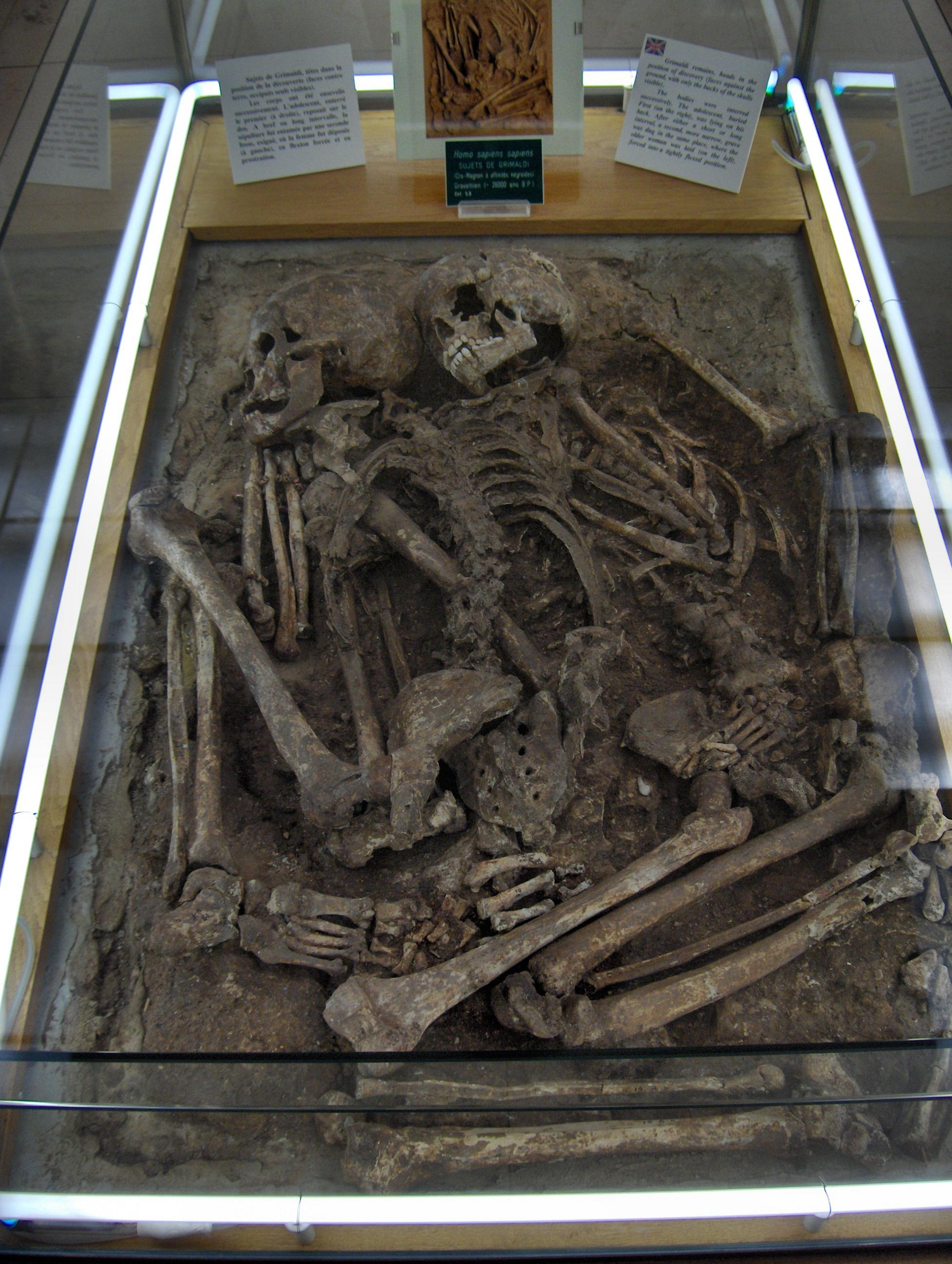
Гримальдійські рештки. Музей антропології, Монако

Опис культури розпочався зі знахідки 1901 року, в одній з печер Грімальді, решток двох скелетів: жінки похилого віку та юнака близько 16-и років. Обидві особини були невисокого зросту (157 см і 159 см відповідно) та мали ознаки, як сучасної європеоїдної раси, властиві кроманьйонцям, які населяли територію тогочасної Європи, так і негроїдної: прогнатизм, широкий ніс, великі зуби, вузький таз.
Частина дослідників вважає, що така відмінність є свідченням того, що серед кроманьйонців виділялися окремі раси і гримальдійська була однією з них, інші — що відмінні риси з'явилися внаслідок ізольованого проживання. Також існують гіпотези, що цей тип був певною спільною стадією розвитку, як для негрів, так і для європеоїдів. І, нарешті, припускається, що окремі типи верхнього палеоліта, такі, зокрема, як гримальдійський, за краніологічними особливостями посідають місце не в межах сучасних антропологічних типів, а між ними.
Рештки ще однієї особини, 20-и річного чоловіка з морфологічними ознаками подібними гримальдійським, було виявлено в 1954 році на стоянці «Костенки 14» у Воронезькій області Росії, яка науково датується періодом близько 32 000 років тому.

## Ознаки культури
Для культури характерне змішання оріньякських і граветських форм із тенденцією до вироблення власних форм мікролітичних знарядь. Поховання померлих здійснювали в землі і під камінням — на зразок склепу.